# La morte bussa due volte
La morte bussa due volte (Blonde Köder für den Mörder) è un film del 1969 diretto da Harald Philipp.

## Trama
Una colluttazione tra un uomo e una donna viene osservata da due testimoni. L'indomani la poverina è trovata morta. Ma i due non parleranno, anche perché pensano di ricattare l uomo, personaggio importante e danaroso. Ci provano, ma ci rimettono tutti la pelle.

## Produzione
Il film è stato girato in Italia; gli interni negli stabilimenti Pisorno di Tirrenia, mentre gli esterni a Quercianella (la villa di Francesco Valverde), Rosignano Marittimo (il locale Estrella), Pisa (Grand Hotel) e Roma.